# انتخابات ریاست‌جمهوری آذربایجان (۲۰۱۳)
هفتمین دوره انتخابات ریاست جمهوری، جمهوری آذربایجان در روز ۹ اکتبر ۲۰۱۳ برگزار شد. ابتدا قرار بود که این انتخابات در ۱۶ اکتبر ۲۰۱۳ (۲۴ مهر ۱۳۹۲) برگزار شود که به دلیل مصادف شدن این روز با عید قربان انتخابات یک هفته به جلو کشیده شد.

## دربارهٔ انتخابات
مطابق قانون اساسی جمهوری آذربایجان انتخابات ریاست جمهوری در این کشور هر ۵ سال یک بار صورت می‌گیرد.
در انتخابات ریاست جمهوری ۲۰۰۸ جمهوری آذربایجان، الهام علی اف از حزب آذربایجان نوین با اختلاف رای زیادی نسبت به سایر نامزدها (۳۲۳۲۲۵۹رای) به پیروزی رسید.
در سال ۲۰۱۰ این حزب در انتخابات پارلمان جمهوری آذربایجان موفق به کسب ۷۲ کرسی شد.
انتخابات ریاست جمهوری ۲۰۱۳ جمهوری آذربایجان، ۱۷ مهر ۱۳۹۲ برگزار شد که الهام علی اف از حزب آذربایجان نوین برای سومین دوره و با رای ۸۴٬۷۲ درصد آراء (۳۱۴۵۲۸۶رای) و با تفاوت فاحش آرا نسبت به نفر دوم، پیروز اعلام شد.

## شرایط انتخابات
الهام علی‌اف در سال ۲۰۰۹ دست به تغییر قانون اساسی زد و محدودیت دو دوره ریاست‌جمهوری را لغو کرد. گروه‌های حقوق بشری می‌گویند دولت آذربایجان پیش از برگزاری انتخابات، دست به سرکوب شدید مخالفان و منتقدان زده است. مکس فیشر می‌گوید قبل از شروع انتخابات، نتایج آن از طرف دولت اعلام شد. در ۱۰ اکتبر حسنلی اعلام کرد که نتایج انتخابات باید باطل شود، چرا که آزاد و عادلانه نبوده و کانال‌های تلویزیون همگی در دست دولت بوده است.

## نامزدها
تعداد ۱۰ نامزد در این انتخابات به رقابت پرداختند. برخی از این نامزدها عبارتند از:
- آراز علیزاده
- اقبال آقازاده
- الهام علی اف ۸۴٬۷۲ درصد آراء
- جمیل حسنلی ۸٬۲۶ درصد آراء
- زاهد اروج
- حافظ حاجی یئو